# Fabio Lombardo
Fabio Lombardo (Trapani, 1956) è un direttore di coro e compositore italiano.

## Biografia
Ha studiato composizione, analisi, voce e direzione di coro a Firenze (Conservatorio L.Cherubini), Parigi (Centre d'art polyphonique et chorale), Arezzo (Fondazione Guido d'Arezzo) e Siena (Accademia Chigiana). Tra gli incontri durante il periodo della formazione, determinanti sono stati quelli con Fosco Corti e Romano Pezzati. Ha studiato anche musica elettronica con Albert Mayr e Pietro Grossi.
Nel 1982 ha fondato l'insieme vocale e strumentale L'Homme Armé, gruppo dedito fin dall'inizio e principalmente all'esecuzione della musica rinascimentale e barocca, con il quale da alcuni anni si dedica all'esecuzione di musiche contemporanee, curando in particolare lo studio e l'esecuzione del rinascimento fiorentino. Nel 1987 è stato chiamato da Piero Farulli a fondare la Schola Cantorum Francesco Landini della Scuola di musica di Fiesole, un coro che si dedica allo studio del repertorio oratoriale da J. S. Bach alla letteratura corale contemporanea.
Alla guida del Gruppo Polifonico Francesco Coradini di Arezzo, di cui è stato direttore artistico e musicale dal 1986 al 1998, ha vinto il primo premio al 44º Concorso Internazionale di Llangollen (Gran Bretagna) nel 1990. Dal 2000 al 2003 ha fondato e diretto il Coro dell'Università di Siena. Ha diretto inoltre varie formazioni corali e orchestrali, tra cui l'Orchestra della Toscana, l'Orchestra barocca Modo Antiquo, l'Orchestra barocca di Bologna e l'Orchestra Vincenzo Galilei.
Negli ultimi anni ha dedicato una crescente attenzione alla musica contemporanea eseguendo opere di Luciano Berio, Vinko Globokar, Philippe Hersant, Luigi Nono, Romano Pezzati, Arvo Pärt, Salvatore Sciarrino, e altri autori. Dopo esperienze in Istituzioni formativo-musicali italiane e straniere, dal 1996 insegna direzione di coro al Conservatorio di La Spezia.
Le sue registrazioni discografiche sono con etichette discografiche quali Christophorus, Tactus, Arts, Dynamic.

## Discografia
Fabio Lombardo ha realizzato alcune incisioni discografiche in qualità di direttore dell'Ensemble L'Homme Armé.
Questi sono i dischi realizzati con altri gruppi:
- 1995 - Adriano Banchieri, Vespro per la Madonna, con il Gruppo Polifonico Francesco Corradini (Dynamic)
- 1995 - Ludovico Grossi da Viadana, Vespri a 4 chori, con l'Accademia Chigiana [senza fonte]